# 삼성 갤럭시 S8

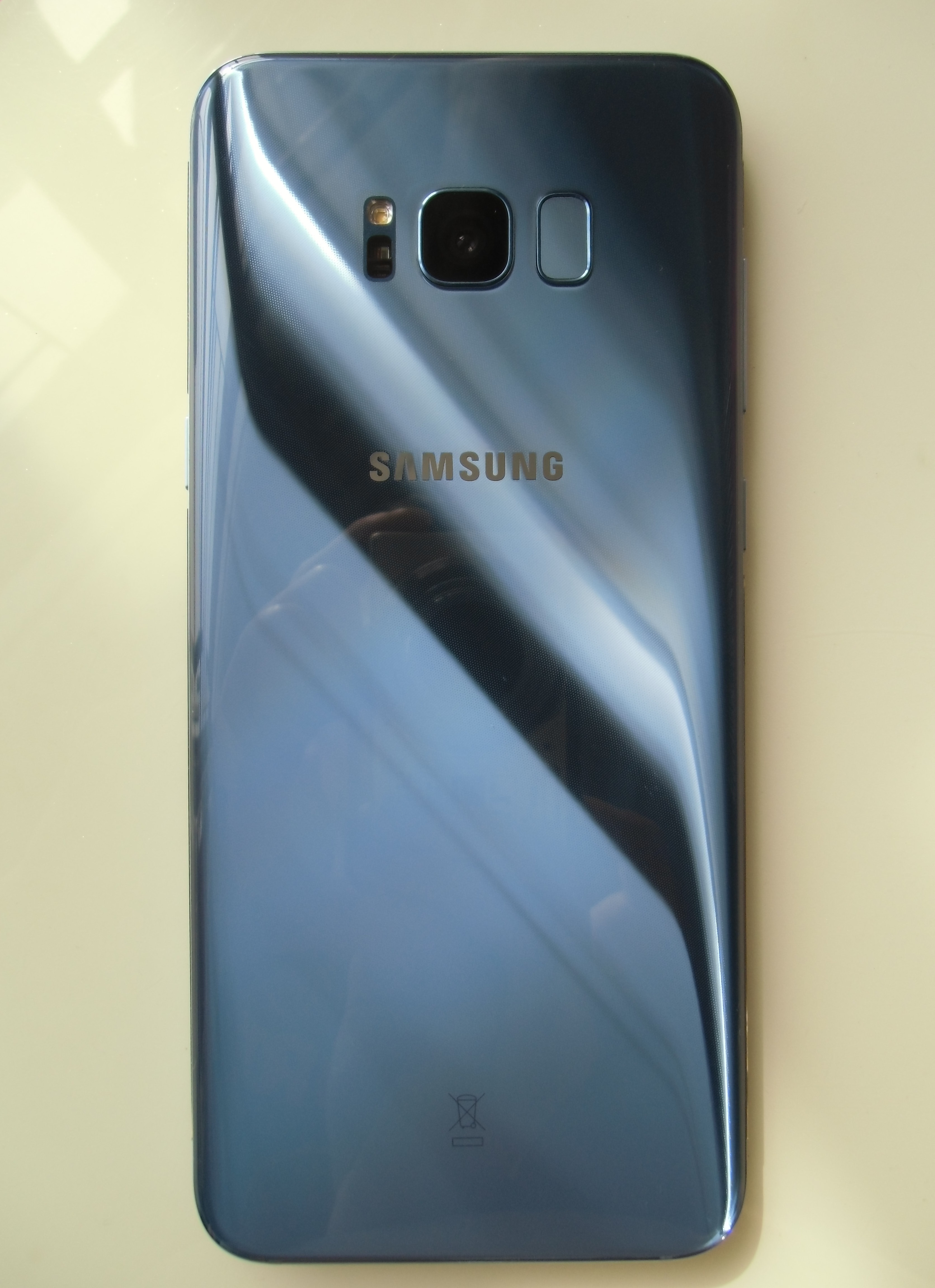
갤럭시 S8+의 후면 디자인

삼성 갤럭시 S8, 삼성 갤럭시 S8 플러스(Samsung Galaxy S8, Samsung Galaxy S8 Plus)은 삼성전자에서 제조와 판매하는 안드로이드 스마트폰으로, 갤럭시 S7, 갤럭시 S7 엣지의 후속 제품이다. 삼성 갤럭시 S8 플러스와 함께 2017년 3월 29일 오전 11시 (뉴욕 현지 시간 기준) 미국 뉴욕 링컨 센터에서 공개되었으며, 2017년 4월 21일에 출시되었다.

## 소프트웨어
안드로이드 7.0 누가
2017년 4월 21일 안드로이드 7.0 누가가 기본 탑재되어 출시되었다.
안드로이드 8.0 오레오
2018년 2월 28일, 안드로이드 8.0 오레오로 업데이트되었다. 소프트웨어 업데이트시 안드로이드 8.0으로 사용가능하다.
안드로이드 9.0 파이
2019년 3월 12일 안드로이드 9.0 파이로 업데이트되었다. 소프트웨어 업데이트시 안드로이드 9.0으로 사용가능하다.

## 디자인 및 하드웨어
전반적인 디자인은 갤럭시 S6 엣지부터 내려오는 패밀리룩을 따르고 있다. 특히, 갤럭시 S6과 갤럭시 S7은 기존과 동일하게 평면 디자인을 가지고 있었지만, 이번에는 기본 모델에도 엣지 디스플레이를 탑재했다. 또한, 갤럭시 S시리즈를 넘어 갤럭시 시리즈의 기본 디자인 요소였던 물리 홈 버튼 구조가 아예 사라지고 소프트 키로 대체되었다. 앞면의 디스플레이는 휴대폰의 전체 면적 중 85%를 차지한다. 그러나 크기는 전작들과 비교했을 때 세로로 약간 길어졌을 뿐 큰 크기변화는 없다. 색상은 미드나잇 블랙, 오키드 그레이, 아크틱 실버, 코랄 블루, 버건디 레드 총 6종이다. 전작인 S6, S7에 비해 액정이 곡면구조가 되면서 충격에 취약하다는 지적이 있다.

### AP 및 통신규격
사양은 우선 AP로 삼성 엑시노스 9 Series (8895)와 퀄컴 스냅드래곤 835 MSM8998을 지역에 따라 취사선택해 사용한다. 전자는 삼성전자의 2세대 자체 CPU 아키텍처를 사용한 쿼드코어 CPU와 ARM Cortex-A53 쿼드코어 CPU에 big.LITTLE 솔루션을 적용한 HMP 모드 지원 옥타코어 CPU와 ARM Mali-G71 에이코사코어 GPU를 사용한다. 후자는 Qualcomm Kryo 280 옥타코어 CPU를 쿼드코어 CPU로 구성된 두 개의 클러스터로 나누어 한 쪽에는 고클럭 세팅으로 빅 클러스터 형태로 만들고 다른 한 쪽에는 저클럭 세팅으로 리틀 클러스터 형태를 만들어 big.LITTLE 솔루션을 모방한다. 그리고 퀄컴 Adreno 540 GPU를 사용한다. 두 모바일 AP 모두 삼성전자 시스템 LSI 사업부의 10 nm FinFET LPE 공정에서 생산되었으며 특히, 10 nm 계열 공정을 사용해서 생산한 모바일 AP를 탑재해서 출시한 최초의 스마트폰 중 하나이다. 이전 공정 대비 성능이 약 25% 정도 향상되었고, 전력 효율도 약 30%가량 개선되었다.지원 LTE 레벨은 Cat.16·13으로 다운로드는 Cat.16를 적용해 최대 1 Gbps를 보장하고 업로드는 Cat.13을 적용해 최대 150 Mbps를 보장한다. 또한, 캐리어 어그리게이션은 출시 국가 혹은 지역 상황에 따라 추가적으로 지원하는데, 삼성 엑시노스 9 Series (8895) 탑재 모델은 5 Band 캐리어 어그리게이션을 세계 최초로 지원하고 퀄컴 스냅드래곤 835 MSM8998 탑재 모델은 4 Band 캐리어 어그리게이션을 지원한다. 그리고 4G LTE-TDD 역시 마찬가지로 상황에 따라 추가적으로 지원하며, VoLTE를 지원한다.

### 메모리
RAM은 LPDDR4X SDRAM 방식이며 4 GB이다. 삼성 엑시노스 9 Series (8895)와 퀄컴 스냅드래곤 835 MSM8998이 LPDDR4X SDRAM 컨트롤러를 내장했다. 또한, 전작인 갤럭시 S7 & 갤럭시 S7 엣지 대비 RAM 용량을 증가시키지 않고 유지하게 되었다. 내장 메모리는 64 GB 단일 모델이지만, 삼성 엑시노스 9 Series (8895) 탑재 모델이 UFS 2.1 규격의 낸드 플래시를 사용하고, 퀄컴 스냅드래곤 835 MSM8998 탑재 모델은 UFS 2.0 규격의 낸드 플래시를 사용한다. 공개 당시 삼성전자는 UFS 2.1 규격의 낸드 플래시를 사용한다고 밝혔으나, 이후 확인결과 탑재되는 모바일 AP에 따라 낸드 플래시를 달리 탑재하는 것이 확인되면서 논란이 제기되었다. 그리고, micro SD 카드로 용량 확장이 가능하다. 단, 듀얼심 모델의 경우 하이브리드 듀얼심 방식이기 때문에 두 번째 SIM 카드와 micro SD 카드를 동시에 장착할 수 없다.

### 화면
화면은 5.8인치 18.5:9 비율의 2960 x 1440 해상도를 지원하며 패널 형식은 엣지 디스플레이 기술이 도입된 Super AMOLED 방식의 Infinity Display를 탑재했다. 1020cd/㎡ DCI-P3 113% 16:9 비율인 WQHD 해상도에 비해 세로 부분이 확장된 해상도로, 삼성전자는 이를 Quad HD+라고 명명해서 홍보하고 있다. 또한, 소프트 키 구조를 가져서 물리 홈 버튼이 삭제되었지만, 압력 센서를 이용해 포스 터치처럼 소프트 키를 조작하는 사용자가 물리 홈 버튼을 사용하는 것과 유사한 사용 환경을 느낄 수 있도록 재현했다고 한다. 우선, 2220 x 1080 해상도를 기본 해상도로 사용하며 설정에서 이를 높이거나 낮추는 조절이 가능하다. 또한, 갤럭시 노트7에서 처음으로 도입된 AMOLED 디스플레이 기술인 'Y-OCTA'를 적용하여 터치 센서가 디스플레이에 직접적으로 인쇄되어 디스플레이 패널이 경량화되었다고 한다. 특히, 반듯한 직사각형이었던 기존 갤럭시 S 시리즈의 디스플레이와는 달리 코너 부분이 둥글게 처리되어 있다.

### 배터리
배터리 용량은 내장형 3,000 mAh이다. 이는 전작인 갤럭시 S7과 배터리 용량이 동일한 것이다. 삼성전자의 발표 내용에 의하면 삼성 엑시노스 9 Series (8895) 탑재 모델 기준, 동영상 재생 시간이 최대 17시간으로 전작인 갤럭시 S7 대비 약 1시간가량 증가했으며 Wi-Fi 사용 기준으로 인터넷 사용 시간이 최대 14시간으로 전작인 갤럭시 S7 대비 약 1시간가량 감소했다. 또한, 전작과 마찬가지로 삼성전자 Adaptive fast charging 규격과 퀄컴 퀵 차지 2.0 규격의 고속충전 솔루션과 자기유도 방식의 표준 규격인 Qi 규격과 자기유도 방식이지만 자기공진 방식의 A4WP와 호환성을 강화한 PMA 규격의 무선충전 솔루션 및 고속 무선충전 솔루션을 지원한다.

### 카메라
후면 카메라는 OIS 기술이 적용된 카메라 모듈에 삼성전자 시스템 LSI 사업부 아이소셀 S5K2L2 센서와 소니 엑스모어 IMX333 센서를 혼용하여 1,200만 화소 카메라를 77도의 화각으로 설정해 탑재했다. 그리고 AF 트래킹을 지원하고 "Dual Pixel" 기술을 활용한 위상차 검출 AF를 지원한다. 이는 전작인 갤럭시 S7 & 갤럭시 S7 엣지와 동일한 카메라 화소수 및 기능을 지원하는 것이다. 또한, 센서 크기는 1/2.55인치이며 조리개 밝기는 F/1.7이다. 전면 카메라는 800만 화소 카메라를 80도의 화각으로 설정해 탑재했다. 여기에 AF를 지원한다. 또한, 센서 크기는 1/3.6인치이며 조리개 밝기는 F/1.7이다. 그리고 전작인 갤럭시 S7 & 갤럭시 S7 엣지까지의 갤럭시 시리즈 소속 스마트폰의 전면 카메라는 광각 렌즈 적용으로 인해 결과물이 왜곡되어 얼굴이 길어보이는 역효과가 있었는데, 드디어 해당 문제가 개선되었다고 한다.

### 기타
에어리어 방식의 지문인식 솔루션이 후면 카메라 모듈 좌측면에 탑재되어 있으며 갤럭시 노트7에 이어서 홍채인식 솔루션이 전면 상단부에 탑재되어 있다. 그리고 갤럭시 S7 & 갤럭시 S7 엣지와 동일하게 방수 방진을 지원한다. 등급은 IP68로, 이는 방진 등급은 최고레벨이지만, 방수 등급은 IPX9K 등급보다 1단계 낮다. 또한, 심장 박동 인식 센서가 지문인식 솔루션의 위치로 인해 기존 갤럭시 S 시리즈와는 다르게 후면 카메라 모듈 우측면에 존재한다. 여기에 USB Type-C를 입출력 단자로 사용한다. 특히, 단자 규격의 목표에 맞게 USB 3.1 Gen1을 지원한다.

## 기능
- 삼성 페이
- Always On Display:디스플레이가 꺼진 상황에서도 시계나 캘린더, 전화 그리고 메시지 등 삼성전자가 기본적으로 내장한 애플리케이션의 알림을 디스플레이에 띄워둘 수 있다. 주변 밝기에 따라 표시된 시계의 밝기도 바뀐다. 또한, 번인 현상 방지를 위해 송출된 화면이 1분마다 1픽셀씩 이동하며 1시간 주기로 무작위의 위치로 이동한다.
- Bixby:삼성전자의 인공지능 비서 기술로, 2016년 10월에 인수한 Viv Labs의 기술을 사용했다. 또한, Bixby 호출 방법은 옆면에 전용 버튼을 누르거나 "하이 빅스비"라고 말하면 호출할 수 있다.
- 생체인식 잠금해제:생체인식 솔루션을 이용해 기기의 잠금을 해제할 수 있다. 별도의 솔루션이 내장된 지문인식 및 홍채인식을 포함해 사용자 편의성을 위한 안면인식 잠금해제 기능을 별도로 탑재했다.
- 오디오 솔루션 강화:삼성 엑시노스 9 Series (8895) 탑재 모델은 시러스로직의 CS47L93을 DAC로 탑재[12]했다. 퀄컴 스냅드래곤 835 MSM8998 탑재 모델은 옵션 칩셋인 퀄컴의 WDC9341을 그대로 사용한다. 32-bit 384 kHz와 DSD128 재생을 지원하며 SNR 115 dB, THD+N -105 dB의 성능을 가진다.
- 엣지 디스플레이:평면 디스플레이가 아닌 엣지 디스플레이를 기본으로 탑재한다. 따라서, 엣지 UI 등 엣지 디스플레이를 이용하는 소프트웨어 기능을 사용할 수 있다. 추가로, 전작인 갤럭시 S7 엣지까지의 엣지 디스플레이는 휘어진 부분의 각도가 급격해서 기기를 파지하면 손바닥이 휘어진 부분에 닿아서 터치 동작에서 오류가 나는 터치 간섭 현상이 심했는데, 휘어진 부분의 각도를 줄여서 해당 현상을 대폭 개선했다.

## 관련 기종
- 삼성 갤럭시 노트 8

## 색상
- 미드나잇 블랙
- 오키드 그레이
- 메이플 골드 (대한민국 등 일부 국가 미출시) (엣지)
- 아크틱 실버
- 코랄 블루
- 로즈 핑크 (엣지)[3]
- 버건디 레드[4]

## 같이 보기
- 스마트폰 비교
- 삼성 갤럭시 S 시리즈